# Seglats till Byzantion
Seglats till Byzantion (engelska: Sailing to Byzantium) är en dikt från 1927 av den irländske författaren William Butler Yeats. Den har även tolkats till svenska som Segling till Byzantium och Till Bysans. Den består av fyra strofer på ottave rime och skildrar en resa till Byzantion (Konstantinopel), som blir avstamp för funderingar kring åldrande, konst och jakten på odödlighet.
Yeats hade tidigare beskrivit hur han såg Byzantion som en symbol för andligt sökande och en plats där religiöst, estetiskt och praktiskt liv förenades. Dikten trycktes 1927 i samlingen October blast och året därpå även i Tornet.